# Michel Bernard (dirigeant d'entreprises)
Pour les articles homonymes, voir Bernard et Michel Bernard.
Michel Bernard, né le 1er mars 1943, a été PDG d'Air Inter de novembre 1993 à mai 1995, et directeur de l'Agence nationale pour l'emploi de 1995 à 2005.

## Biographie
Polytechnicien (X 64) et diplômé de l'École nationale de l'aviation civile (IAC 67), Michel Bernard a fait carrière dans l'administration et la direction d'entreprises nationalisées. 
Il entre au service technique de la navigation aérienne en 1969. De 1972 à 1978, il est chef du département exploitation aérienne à la direction du trafic aérien d'Aéroports de Paris, puis devient chef du centre en route de la navigation aérienne Nord en 1978.
Il prend la tête de la direction générale de l'Aviation civile en 1993. 
Il est directeur des relations du travail à la Snecma, directeur à Air France et PDG d'Air Inter de novembre 1993 à mars 1995. Sa mission à Air Inter est tendue, il doit gérer l'ouverture de l'espace aérien français à la concurrence selon les nouvelles directives européennes applicables à l'aube 1997. Il démissionne en mai 1995, dénonçant les « protections catégorielles passéistes » auxquelles s'accrochent les syndicats.
Il est directeur général de l'ANPE de 1995 à 2005 (son prédécesseur a été Michel Bon, son successeur Christian Charpy).
Depuis octobre 1995, Michel Bernard est président du conseil d'administration du Fonds d'aide et de soutien pour l'intégration et la lutte contre les discriminations.
Michel Bernard est actuellement[Quand ?] président de l'association « cultures du cœur » qui œuvre pour la lutte contre l'exclusion en favorisant l'accès aux manifestations culturelles et sportives.